# Lockheed Martin F-22 Raptor
Lockheed Martin F-22 Raptor (angleško Roparica) je plod sodelovanja podjetij Lockheed Martin in Boeing in sodi v t. i. 5. generacijo vojaških letal. To je danes najboljše in daleč najdražje letalo svojega tipa. Letalo je prvotno zasnovano za zračne boje izven vidne razdalje v kombinaciji z majhno radarsko opaznostjo. ZDA naj bi naročile več kot 300 letal, ki naj bi prišle v uporabo do leta 2040. Letalo so naročili v času hladne vojne in je bilo odgovor na letali MiG-29 in Su-27. V aktivno službo so ga uvedli decembra leta 2005.
Letalo je v dveh incidentih, incidentom s kitajskim balonom in incidentom z neznanim letečim predmetom nad Aljasko v začetku leta 2023 zabeležilo skupno dve zračni zmagi.

## Zgodovina

### ATF- Advanced Tactical Fighter
ATF se je začel v zgodnjih letih Reaganove administracije. ATF se je začel, zaradi vse bolj razvijajoče se letalske industrije v Rusiji. S prihodom letal MiG-29 in Su-27 letalo F-15 Eagle ni več zadostovalo potrebam. Zahteve za novo letalo so bile tako težke, da je ATF že sam po sebi narekoval novo (V.) generacijo letal. Zahteve so napisali kar na 85 straneh s 300 členi.

### Dvoboj
Na ATF-ju sta se pomerili dve skupini. V prvi sta bili Northrop in McDonnell Douglas, v drugi pa Lockheed Martin, Boeing in General Dynamics. Prva skupina je izdelala dva prototipa YF-23, druga skupina pa je izdelala dva prototipa YF-22. Obe letali sta bili 10 % večji, imeli sta skoraj dvakrat več notranjega goriva, za 50 % več krilne površine in 30 % večjo bojno težo kot letalo F-15C. Obe skupini sta naredili eno letalo s turbino Pratt & Whitney YF119 in drugo letalo s turbino General Electric YF120. Obe letali sta si bili zelo podobni po zmogljivostih.

### Zmaga in naročila
Za boljšega se je izkazal Lockheedov projekt F-22, ki so ga v avgustu leta 1991 razglasili za zmagovalca. Sprva so ZDA načrtovale nakup 648 letal za 86,6 milijarde USD, vendar so to število kmalu zmanjšali na 442 letal za 71,6 milijarde USD. Vendar tudi te številke niso končne. Leta 1991 so ZDA podpisale pogodbo za 10,91 milijarde USD, Lockheed pa naj bi dostavil 11 preskusnih letal. Cena letal je takrat zrasla že na 18,6 milijarde USD. Zaradi pomanjkanja denarja in nekaterih tehničnih težav so ga tudi že ukinili, vendar so ga kmalu spet obudili.
Izdelovati so jih začeli 8 decembra leta 1993. Zaradi strme rasti cene letala so se odločili zmanjšati na 339 letal, zmanjšali so tudi produktivnost iz 48 na 36 letal na leto. Leta 2000 je cena posameznega letala dosegla 300 milijonov USD (za primerjavo: eno letalo F-15 Eagle stane 55 milijonov USD).
Danes je projekt vreden 575 milijonov USD, letalo pa naj bi bilo ocenjeno na 200 milijonov USD. Do danes se je število naročil zmanjšalo na 180 letal. Ta projekt ima tudi velik ekonomski vpliv v ZDA, koristi pa naj bi imelo kar 5000 podjetij v 48 državah.

## Opis letala

### Zgradba
Zgradbo letala F-22 Raptor delimo na 4 dele; vsak del je delo drugega podjetja. Lockheed Martin iz Marietta izdeluje sprednji del letala, zakrilce in repno krmilo. Lockheed Martin iz Fort Wortha skrbi za srednji del trupa. Ta del je najbolj kompleksen, saj so v tem delu trupa umeščeni podsistem, večina žic in cevi v letalu. Boeingov del so krila, zadnji del letala, zaloge moči, pomožne zaloge in ognjena zaščita letala. Zadnji del letala je sestavljen iz 67 % titana, 22 % aluminija in iz 11 % kompozitnih materialov. Za pogon skrbi podjetje Pratt & Whitney. Svoj del prispeva z dvema turboventilatorskima motorjema F-119.
Krila so tako imenovane pristrižene delta oblike. Na koncu kril so velika zakrilca, ki so zelo učinkovita tudi ob majhnih hitrostih. Krila delujejo tudi kot rezervoar za gorivo. Prestala so tudi preskus zdržljivosti in nepropustnosti. Rezervoar drži 9096 litrov goriva. Krila so sestavljena iz titana in kompozitov. Krilo ima spredaj puščico 42 stopinj.
Repno krilo je sestavljeno v celoti iz kompozitnih materialov in je povsem gibljivo. Zanimiva je tudi njegova velika površina. Repno krilo tudi zmanjšuje sevanje motorjev tako kot radarji. Smerna stabilizatorja sta velika pomanjkljivost letala s slabo radarsko opaznostjo. Postavljena sta navpično pod opaznim kotom in z veliko površino. Stabilizatorja ne služita samo za krmiljenje letala, ampak so v stabilizatorju tudi senzorji za pridobivanje podatkov o tarči in sistemi za komunikacijo. Pristajalna naprava deluje po sistemu Manescov uvlečen sistem.
Pilotova kabina letala F-22 je ena prvih kabin, ki je cela »steklena« (uporaba večnamenskih zaslonov). Kabina je izdelana tako, da karseda zmanjša radarski odboj. V njej ni prav nič standardnega. Sedež je prilagojen za dolge polete. Instrumentna konzola je sestavljena iz 6 ekranov LCD. Nad konzolo je polprosojen ekran HUD, ki je velik 4.5". Glavni računalniški sistem je ICP (Integrated Control Panel), ki združuje vse sisteme avionike ter skrbi za njihovo povezavo. Levo in desno od ICP-ja sta dva ekrana LCD s sistemom UFD (Up-Front Displays), ki prikazujeta svarila, nasvete in nevarnosti (Integrated Caution/Advisory/Warning, ICAW), obvestila, sporočila, navigacija in ugotavljanje istovetnosti (data, communications/navigation/identification-CNI) in ostala obvestila o dodatnih indikatorjih letala, kot so količina goriva (SFG/FQI).

Pod ICP-jem je umeščen glavni večnamenski ekran (The Primary Multi-Function Display, PMFD), ki je velik 8"x8". Ta ekran je namenjen prikazovanju poti leta in ostalih navigacijskih podatkov. Ostali trije ekrani pa so umeščeni pod ekranom PMFD in so pomožni (Secondary Multi-Function Displays, SMFD). Ekrani so veliki 6.25" x 6.25". Dva ekrana sta nameščena na obeh straneh PMFD, tretji pa med pilotovimi nogami.

### Pogon
Letalo F-22 Raptor poganjata dva turboventilatorska motorja F-119-PW-100, ki je najmočnejši motor za ta tip letal. Vektorski potisk omogoča letalu izvajanje vseh manevrov, ki jih lahko izvajajo letala z vektorskim potiskom - vključno z znamenito Kobro. Največji potisk je 155 kN. Na papirju je letalo F-22 eno najpočasnejših današnjih lovcev, vendar lahko s polno težo doseže hitrost do 1,8 M. Brez dodatnega zgorevanja je najhitrejše letalo na svetu tega tipa. Brez dodatnega potiska je hitrejše za 50 % od vsakega lovskega letala, saj doseže hitrost 1,5 M. General John P. Jumper naj bi z njim brez dodatnega zgorevanja dosegel tudi 1,7 Macha.

### Radar
Tako kot motor je tudi radar najsodobnejša pridobitev v letalstvu. Radar AN/APG-77 je plod sodelovanja med podjetjema Northrop Grumman (Electronic Sensors Systems Division-ESSD) in Raytheon. Velika radarska slika omogoča pilotu, da strelja preden ga nasprotnik opazi. Ta sistem se imenuje Beyond Visual Range-BVR. Radar ima veliko drugih prednosti in izboljšav. Najpomembnejša je, da ta radar s pomočjo različnih prijemov, kot sta npr. velika hitrost skeniranja in natančno oblikovanje ozkega radarskega snopa, zagotavlja težjo detekcijo s strani nasprotnikovih sistemov za zaznavanje radarjev (angl. Radar Warning receiver, RWR).

### Oborožitev
F-22 je opremljen s topom M61A2 s 480 naboji. Top je nameščen nad desnim krilom in je pokrit, da letalo ohrani »nevidne« lastnosti. Plošča se odkrije v trenutku ko pilot pritisne na sprožilec. Sproži se v 1 milisekundi in se hidravlično dvigne do kota 90°. V trenutku ko pilot spusti sprožilec, se ta samodejno zapre. 42 konjski premostitveni motor skrbi, da top doseže kadenco 6000 nabojev na minuto.
Ostala oborožitev je odvisna od konfiguracije letala in od misije. Letalo F-22 ima prvotno nalogo zagotavljanja prevlade v zraku. Vendar se ga lahko uporablja tudi za napad na zemeljske cilje. Oborožitev se razlikuje tudi po misiji »stealth«. Saj ta tehnologija ne dovoljuje orožja na obesnih točkah, ker orožje naredi veliko odstopanje od ostale zgradbe letala. Zato ima letalo F-22 orožje shranjeno v trupu.  Postavitve oborožitve so naslednje:
Air-to-air; »stealth« (misije zrak-zrak; »nevidna konfiguracija«):
Značilnost te konfiguracije je, da je vso orožje shranjeno v trupu, saj oborožitev na zunanjih obesnih točkah precej pripomore k radarski opaznosti. Zaradi tega je tudi letalo veliko bolj nevidno (manjša radarska slika). Zato se tudi imenuje nevidna konfiguracija. Sestavljena je iz dveh raket kratkega dosega AIM-9 Sidewinder in 6 raket srednjega dosega AIM 120C AMRAAM ali pa 4 rakete AIM 120A AMRAAM, ki so starejši model in imajo daljše zadnje krilce.
Air-to-ground (misija zrak-zemlja):
Tudi ta konfiguracija nima oborožitve na obesnih točkah. Namenjena je tudi za uničevanje zemeljski ciljev. Sestavljajo jo dve raketi kratkega dosega AIM-9 Sidewinder, dve raketi srednjega dosega AIM 120C AMRAAM in dve bombi z GPS vodenjem GBU-32 JDAM z maso 200 kg ali pa dve bombi GBU-30 JDAM s 450 kg. Vendar s to konfiguracijo ni možno namestiti raket AIM 120C AMRAAM.
Zunanja konfiguracija:

Letalo F-22 ima tudi na krilih obesne točke. Vendar se pri tehnologiji »stealth« pojavi problem navpičnih površin. Na zunanjih obesnih točkah je še prostor za 4 dodatne rakete in 2 dodatna tanka za gorivo.

## Izvoz letal F-22 Raptor
Zaradi sodobne tehnologije je bila prodaja letal F-22 Raptor drugim državam zelo vprašljiva. Vendar so ZDA okrepile politične zahteve po sprostitvi prodaje sodobnih sistemov drugim državam. Za nakup letala bi bili najbolj primerni Japonska in Južna Koreja, ki iščeta primerno posodobitev letalskih sil. Prodaja letal bi pomagala tudi proizvajalcu letala F-22 Raptor, saj so ZDA zelo zmanjšale naročila za ta letala. Od prvotno 442 načrtovanih letal so se ZDA odločile zmanjšati število naročil na 183 letal. S sprostitvijo prodaje letala bi lahko ta del vsaj delno zapolnili.
General Moseley se sedaj zavzema, da bi število odobrenih kosov nazaj povečali na 381. Vzrok za to je povečanje je prizemljitev letal F-15, zaradi utrujenosti materialov.
Za letala se je ogrela tudi Japonska. Vendar je leta 2007 kongres še enkrat zavrnil možnost, da se letala izvozijo.

## Primerjave
F-22 Raptor je veljal za najboljše letalo. Njegove sposobnosti so neverjetne, predvsem zaradi izredno majhne radarske slike, zaradi katere aerodinamične lastnosti ne trpijo tako, kot pri letalu F-117. Pravzaprav ima letalo samo eno slabost - zelo visoko ceno, ki se kaže v precej majhnem številu izdelanih letal.
Leta 2005 so v Nevadi izvedli simulacijo boja med letali F-22 Raptor in F-15 Eagle. Sodelovalo je 8 letal F-22 Raptor, ki so uničili 33 letal F-15 brez ene izgube. Pravzaprav naj jih nasprotniki sploh ne bi opazili. Junija leta 2006 so v Northern Edgeu izvedli simulacijo boja. 14 letal F-22 se je borilo proti letalom F-15, F-16 in F/A-18, ki so simulirali letala Mig-29 in Su-30. Letala F-22 so uničila 144 letal brez ene same izgube.
Pojavile so se tudi trditve, da letala F-22 ni možno zaznati z radarjem niti na vidni razdalji, kar pa ni ravno dokazano. Poveljnik David »Scoud« Nardi je v dokumentarni oddaji Future weapons dejal, da je letalo tako dobro, da če se ne boriš s štirimi, petimi ali šestimi letali, boj sploh ni pošten.

## Sorodni razvojni projekti
- Lockheed Martin FB-22
- Lockheed Martin X-44 MANTA
- Lockheed Martin F-35 Lightning II

## Galerija
- Letali F-22 v letu
- Letalo F-22 v ostrem zavoju
- Letalo F-22 na letališču
- letalo F-22 ob sončnem zahodu